# Out of the Past (1947)
Out of the Past (bra: Fuga do Passado, ou Fuga ao Passado; prt: O Arrependido) é um longa-metragem estadunidense de 1947 do gênero suspense / drama; um clássico filme noir em preto e branco. Com direção de Jacques Tourneur e estrelado por Robert Mitchum, Kirk Douglas e Jane Greer. O filme estreou no dia 13 de novembro de 1947.

## Sinopse
Como um verdadeiro e clássico filme noir, gênero esse muito explorado nas décadas de 1940 e 1950, o drama começa em uma pacata cidade no interior da Califórnia e por meio de flashback conhecemos os personagens e os fatos originários da história.
Jeff Bailey (Robert Mitchum), dono de uma borracharia de beira de estrada, é descoberto pelo capanga de Whit Sterling (Kirk Douglas) e neste encontro a paz e o sossego de Jeff são interrompidos para que ele retorne aos receios e incertezas de um passado recente. Passado este em que Jeff e seu parceiro foram contratados como detetives particulares para localizarem e "entregarem" Kathie Moffat (Jane Greer) juntamente com uma grande quantia em dinheiro que a mulher levara consigo. Após Jeff descobrir o paradeiro de Kathie em Acapulco, ocorre o que todos não esperavam: o romance entre os dois, o que os leva a fugirem de Whit. Mas o inevitável acontece: são descobertos e neste momento ocorre um assassinato e Jeff a abandona. Agora, Jeff é obrigado a ir até Whit para tentar corrigir as coisas. 

## Elenco principal
- Robert Mitchum....Jeff Bailey / Jeff Markham
- Jane Greer....Kathie Moffat
- Kirk Douglas....Whit Sterling
- Rhonda Fleming....Meta Carson
- Virginia Huston.... Ann Miller